# Universiteit van Padua
De Universiteit van Padua (Italiaans Università degli Studi di Padova, UNIPD), in Padua, Italië, werd opgericht in 1222. Het is een van de oudste universiteiten van Europa en de derde oudste in Italië. In het jaar 2022 vonden er plechtigheden plaats om het achthonderdjarig bestaan van de universiteit te herdenken.

## Eminente alumni
Zie Lijst van alumni van de Universiteit van Padua

## Hoogleraren
- Hermolaus Barbarus, filosoof
- Galileo Galilei, natuurkundige, astronoom, wiskundige en filosoof
- Giuseppe Gola, botanicus
- Rudolf Lamprecht, verloskundig chirurg
- William Leslie, theoloog
- Alessandro Knips Macoppe, medicus
- Antonio Marchetti, chirurg en anatoom
- Domenico Marchetti, chirurg en anatoom
- Pietro Marchetti, chirurg en anatoom
- Lodovico Menin, historicus
- Giuseppe Moletti, medicus, wiskundige, astronoom
- Giovanni Battista Morgagni, anatoom en anatomopatholoog
- Salvatore Dal Negro, fysicus
- Sertorio Orsato, fysicus en classicus
- Ernesto Padova, fysicus en wiskundige
- Vittorio Polacco, rechtsgeleerde
- Baldassarre Poli, filosoof
- Pietro Pomponazzi, filosoof
- Serafino Rafaele Minich, wiskundige
- Ugo Morin, wiskundige
- Franco Sartori, historicus
- Ercole Sassonia, medicus
- Emanuele Soler, ingenieur, wiskundige en geodeet
- Giuseppe Toaldo, astronoom en metereoloog
- Girolamo Della Torre, medicus
- Vittore Trincavelli, medicus
- Tito Vanzetti, chirurg en oogchirurg
- Nicoletto Vernia, filosoof
- Giuseppe Veronese, wiskundige
- Andreas Vesalius, anatoom
- Felice Viali, medicus en botanicus
- Claudio Villi, kernfysicus en senator
- Gabriele Zerbi, filosoof, medicus en anatoom
- Enzo Zotti, chirurg

## Aanvullingen
- Tot de 'schatten' van de universiteit behoren onder meer een ruwhouten katheder die door Galileo Galilei voor zijn colleges werd gebruikt en een anatomisch theater.
- De Orto botanico di Padova is eeuwenlang de botanische tuin van de universiteit.
- De universiteit had het eerste anatomisch theater van Europa.
- De voormalige sterrenwacht van de universiteit was de Specola di Padova, gelegen in het Castelvecchio in het centrum.
- In 2004 stichtte de universiteit een hogeschool: de Galileihogeschool.

 België: 
Faculté polytechnique de Mons · 
Université catholique de Louvain · 
Université libre de Bruxelles · 
Université de Liège · 
Vrije Universiteit Brussel · 
 Denemarken: 
Danmarks Tekniske Universitet · 
 Brazilië: 
Universiteit van São Paulo · Escola Politécnica da Universidade de São Paulo · 
 Duitsland: 
Rheinisch-Westfälische Technische Hochschule · 
Technische Universiteit Berlijn · 
Technische Universität Darmstadt · 
Technische Universität Dresden · 
Leibniz Universität Hannover · 
Technische Universität München · 
Friedrich-Alexander-Universität Erlangen-Nürnberg · 
Universiteit van Stuttgart · 
 Finland:
Teknillinen Korkeakoulu ·
 Frankrijk:
École Centrale de Lille · 
École centrale de Lyon ·
École centrale de Marseille ·
École centrale de Nantes ·
École centrale Paris ·
École nationale des ponts et chaussées ·
École nationale supérieure de techniques avancées · 
Institut supérieur de l'aéronautique et de l'espace · 
École Supérieure d'Électricité · 
 Griekenland:
Aristoteles-universiteit van Thessaloniki · 
Ethniko Metsovio Polytechnio Athina ·
 Hongarije:
Budapest University of Technology and Economics · 
 Italië:
Politecnico di Milano ·
Politecnico di Torino · 
Universiteit van Padua ·
Università degli Studi di Trento ·
 Noorwegen:
Technisch-natuurwetenschappelijke Universiteit van Noorwegen ·
 Oostenrijk:
Technische Universiteit Wenen ·
 Polen:
Wroclaw University of Technology ·
 Portugal ·
Instituto Superior Técnico · 
 Rusland:
Technische Staatsuniversiteit van Moskou ·
Moscow State Technical University of Radio Engineering · 
Tomsk Polytechnic University ·
 Spanje:
Universidad Politécnica de Madrid · 
Universitat Politècnica de València · 
Universidad Pontificia Comillas · 
Universidad de Sevilla · 
Universitat Politècnica de Catalunya · 
 Tsjechië:
Tsjechische Technische Universiteit · 
 Turkije:
Technische Universiteit Istanboel · 
 Verenigd Koninkrijk:
Queen's Universiteit van Belfast · 
 Zweden:
Technische Universiteit Chalmers · 
Kungl. Tekniska Högskolan ·
Lunds Tekniska Högskola · 
 Zwitserland:
Eidgenössische Technische Hochschule Zürich · 
Technische Universiteit van Lausanne
Aarhus ·
Åbo ·
Barcelona ·
Bergen ·
Boedapest ·
Bologna ·
Bristol ·
Cambridge ·
Coimbra ·
Dublin ·
Edinburgh ·
Galway ·
Genève ·
Göttingen ·
Graz ·
Granada ·
Groningen ·
Heidelberg ·
Iași ·
Jena ·
Krakau ·
Leiden ·
Leuven ·
Louvain-la-Neuve ·
Lyon ·
Montpellier ·
Oxford ·
Padua ·
Pavia ·
Poitiers ·
Praag ·
Salamanca ·
Siena ·
Tartu ·
Thessaloniki ·
Turku ·
Uppsala ·
Würzburg